# Edward Podivinsky
Edward Charles Podivinsky (conocido como Ed Podivinsky; Toronto, 8 de marzo de 1970) es un deportista canadiense que compitió en esquí alpino.
Participó en tres Juegos Olímpicos de Invierno, entre los años 1994 y 2002, obteniendo una medalla de bronce en Lillehammer 1994, en la prueba de descenso, y el quinto lugar en Nagano 1998, en la misma prueba.
En 2007 fue admitido en el Salón de la Fama del Esquí Canadiense. Obtuvo el certificado profesional Chartered Financial Analyst y trabajó de director de ventas de acciones globales en el Royal Bank of Canada.

## Palmarés internacional
| Juegos Olímpicos | Juegos Olímpicos      | Juegos Olímpicos  | Juegos Olímpicos |
| Año              | Lugar                 | Medalla           | Prueba           |
| ---------------- | --------------------- | ----------------- | ---------------- |
| 1994             | Lillehammer (Noruega) | Medalla de bronce | Descenso         |